# Triodopsis lioderma
Triodopsis lioderma är en snäckart som först beskrevs av Henry Augustus Pilsbry 1902.  Triodopsis lioderma ingår i släktet Triodopsis och familjen Polygyridae. Inga underarter finns listade i Catalogue of Life.